# Goulburn (rzeka)
Goulburn – rzeka w Australii, w stanie Wiktoria. Długość 550 km.
Źródła rzeki znajdują się w Wielkich Górach Wododziałowych, a uchodzi ona do rzeki Murray.
Rzeka Goulburn jest wykorzystywana do nawadniania pól uprawnych.